# دان إيفنسن
دان إيفنسن (بالنرويجية البوكمول: Dan Evensen)‏ هو ملاكم كيك بوكسينغ نرويجي، ولد في 1 يونيو 1974 في آرندال في النرويج.

## وصلات خارجية
- دان إيفنسن على موقع بوكس ريك (الإنجليزية) (registration required)
- دان إيفنسن على موقع يو إف سي (الإنجليزية)
- دان إيفنسن على موقع بيلاتور (الإنجليزية)
- دان إيفنسن على موقع شيردوغ (الإنجليزية)
- دان إيفنسن على موقع IMDb (الإنجليزية)